# Tomasz Patora
Tomasz Patora  (ur. 28 kwietnia 1973 w Łodzi) − polski dziennikarz śledczy, współautor publikacji „Łowcy skór”, czyli reportażu śledczego ujawniającego nekroaferę w łódzkim pogotowiu. Autor książki Łowcy skór. Tajemnice zbrodni w łódzkim pogotowiu wydanej w 2023 przez Wydawnictwo Otwarte.

## Życiorys
W liceum redagował podziemne pismo młodzieżowe „Glizda”, należał do Federacji Młodzieży Walczącej. W 1991 rozpoczął studia na Wydziale Prawa na Uniwersytecie Łódzkim, uzyskując tytuł magistra. W 1992 został dziennikarzem w łódzkim oddziale „Gazety Wyborczej”. W 1997 został kierownikiem działu miejskiego łódzkiego wydania „Gazety Wyborczej”. Laureat nagrody im. Kurta Schorka Międzynarodowej Szkoły Dziennikarstwa Columbia University w Nowym Jorku. Wykładowca Akademii Humanistyczno-Ekonomicznej w Łodzi i Uniwersytetu Wrocławskiego. Od marca do października 2008 związany z firmą public relations 3PR. W 2009 został dziennikarzem śledczym programu „Uwaga!” w telewizji TVN.
Od 2013 prezes Fundacji Wspierania Rzetelnego Dziennikarstwa.

## Nagrody i odznaczenia
- 2023 Honorowy Medal 600-lecia Miasta Łodzi „za działania na rzecz rozwoju Łodzi przyznawane z okazji 600-lecia Miasta”[9]

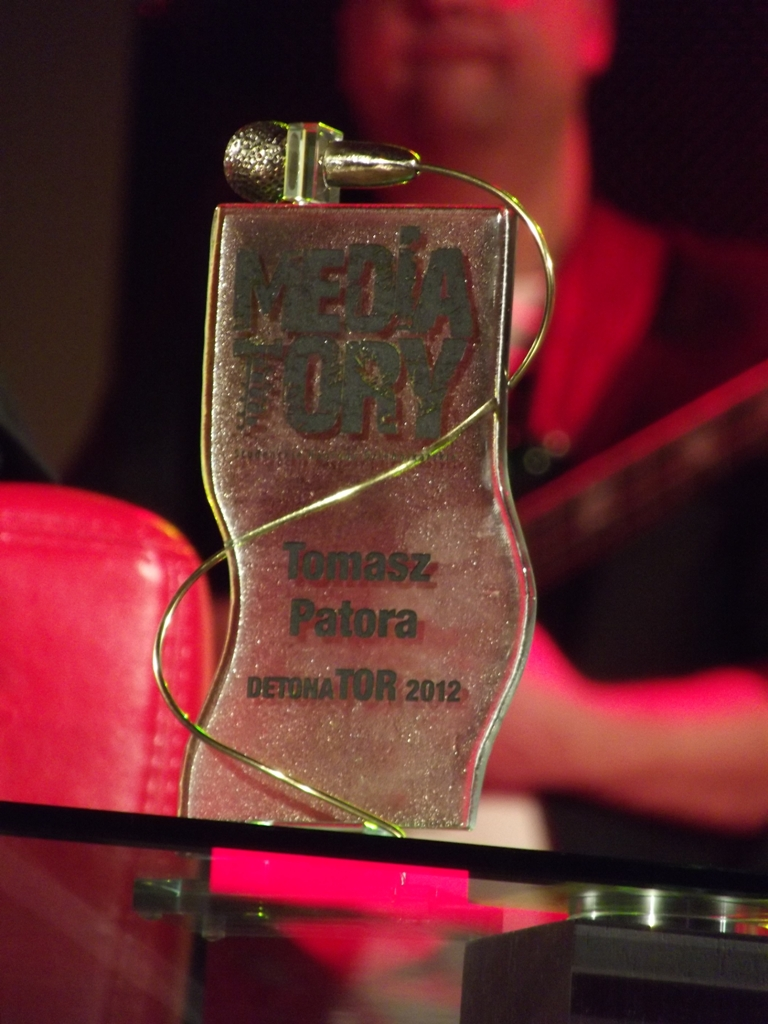
Nagroda MediaTory („DetonaTOR 2012”) dla Tomasza Patory

- 2022 Laureat nagrody za reportaż telewizyjny „Misza jedzie na wojnę” na Festiwalu Mediów Człowiek w Zagrożeniu[10]
- 2021 Laureat nagrody Festiwalu Deauville Green Awards w Normandii. Reportaż „Chore bydło kupię” ("I will buy sick Cattle") zdobył srebrną statuetkę (II miejsce) w kategorii „Organizacje i odpowiedzialność społeczna”[11]
- 2020 Laureat dwóch nagród Festiwalu World Media Festival w Hamburgu. Reportaż „Chore bydło kupię” ("I will buy sick Cattle") zdobył nagrodę w kategorii "News/Documentary" oraz  nagrodę specjalną „Globalna świadomość”[12]
- 2019: Laureat nagrody za reportaż telewizyjny „Chore bydło kupię” na Festiwalu Mediów Człowiek w Zagrożeniu[13]
- 2019: Grand Prix Festiwalu Sztuki Faktu za reportaż „Chore bydło kupię” zrealizowany wspólnie z Patrykiem Szczepaniakiem[14]

- 2017: Nagroda im. Eugeniusza Kwiatkowskiego Stowarzyszenia Dziennikarzy Polskich za reportaż telewizyjny Spłaca nieswoje długi[15]
- 2016: Laureat nagrody za reportaż telewizyjny „Choroba jeszcze nie minęła” na Festiwalu Mediów Człowiek w Zagrożeniu
- 2015: Laureat MediaTory – tytuł „DetonaTORa 2015” – za reportaż o patologiach związanych z procesem spalania zwłok w jednej ze spopielarni
- 2014: Laureat Nagrody Specjalnej dorocznych nagród przyznawanych przez tygodnik „Angora”
- 2012: Laureat Nagrody Grand Press w kategorii „dziennikarstwo śledcze” za materiał telewizyjny „Afera solna”
- 2012: Nagroda MediaTory – tytuł „DetonaTORa 2012” nagroda za reportaż programu Uwaga! o Aferze solnej[16]
- 2010: Nagroda Przegląd Form Dokumentalnych „Bazar” – nagroda za reportaż telewizyjny „Filipinki w Polskim Obozie Pracy”
- 2010: Nagroda MediaTory – tytuł „DetonaTORa 2010” za reportaż programu Uwaga! o znanym polskim seksuologu, prof. Lechosławie[17]
- 2002: Laureat Nagrody Grand Press w kategorii „dziennikarstwo śledcze” za tekst „Łowcy skór” wspólnie z Marcinem Stelmasiakiem
- 2002: Laureat Nagrody im. Kurta Schorka Międzynarodowej Szkoły Dziennikarstwa Uniwersytetu Columbia w Nowym Jorku za tekst „Łowcy skór o aferze w łódzkim pogotowiu”[18]
- Nagroda Fundacji im. Batorego za tekst „Pan na Funduszu”
- Nagroda Fundacji im. Batorego za tekst „łowcy skór”
- 2001: Nagroda im. prof. Stefana Myczkowskiego Stowarzyszenia Dziennikarzy Polskich za tekst „Pan na Funduszu” wspólnie z Marcinem Stelmasiakiem[19][20]

## Nominacje
- Nominacja do nagrody w konkursie "Venice TV Awards" w kategorii  "News Coverage" za reportaż „Chore bydło kupię”[21]
- Nominacja do nagrody im. A. Woyciechowskiego za reportaż telewizyjny „Chore bydło kupię”[22]
- Nominacja do nagrody Mediatory w kategorii DetonaTOR za reportaż telewizyjny „Chore bydło kupię”[23]
- Nominacja do nagrody Grand Press za tekst „Uciec z Kutna”
- Nominacja do nagrody Grand Press za tekst „Pan na Funduszu”
- Nominacja do nagrody Grand Press za tekst „Ścieżka zdrowia”
- Nominacja Nagroda im. Dariusza Fikusa
- Nominacja do nagrody Grand Press za reportaż radiowy „W Zaciszu”
- Nominacja do nagrody Grand Press za reportaż prasowy „Nasz Bóg ich zgubi”
- Nominacja do nagrody Grand Press za reportaż telewizyjny „Koktail Gapika”
- Nominacja do nagrody Grand Press za reportaż telewizyjny „Przychodzę na grób do kogoś innego”
- Nominacja do nagrody Grand Press za reportaż telewizyjny „Choroba jeszcze nie minęła”[24]
- Nominacja do nagrody Grand Press za reportaż telewizyjny „Na obcej ulicy”[25]
- Nominacja do nagrody Grand Press za reportaż telewizyjny „Jaja z niespodzianką”[25]
- Nominacja do nagrody Grand Press za reportaż telewizyjny „Dowodów szukaliśmy na śmietniku”[26]

## Publikacje książkowe
- Tomasz Patora, Łowcy skór: tajemnice zbrodni w łódzkim pogotowiu, Wyd. 1, Kraków: Wydawnictwo Otwarte, 2023, ISBN 978-83-8135-269-7 [dostęp 2025-08-06]. Brak numerów stron w książce